# Sónar
Das Sónar ist ein seit 1994 jährlich im Juni stattfindendes Musikfestival in Barcelona, das sich vorrangig elektronischer Musik widmet. Zur 23. Ausgabe im Jahr 2016 wurden 115.000 Besucher gezählt.
Auf dem Sónar stellen Künstler aktuelle und klassische Werke aus den Bereichen elektronische Musik, Multimediakunst und Soundart vor. Bei der Musik und dem Rahmenprogramm wird über den Event- und Entertainment-Gedanken hinaus auf einen experimentellen Charakter und ein abwechslungsreiches Programm Wert gelegt. Elektronische Musik in Verbindung mit multimedialer Kunst soll für Besucher wie Künstler ein besonderes Erlebnis darstellen.
Jedes Sónar beginnt in der Regel an einem Donnerstag in der dritten Juniwoche und geht dann über drei Tage und zwei Nächte. Im Jahr 2019 wurde das Festival auf Juli verschoben, der thematische Fokus lag hier auf den Musikrichtungen Lateinamerikanische Musik, Trap sowie Reggaeton. Das Festival selbst teilt sich thematisch wie auch räumlich auf in zwei Komplexe für Tag- und Nachtveranstaltungen. Das eher innovativ ausgerichtete Geschehen bei Tag konzentriert sich auf und um das Messegelände am Montjuïc, die größeren Shows am Abend die finden im Gran Via von L’Hospitalet de Llobregat am Stadtrand von Barcelona statt.
Das Festival bietet Musikveranstaltungen, Kinovorstellungen und Vorträge über Kunst und Tendenzen der elektronischen Musik. 
Künstler, welche bereits auf dem Sónar auftraten, sind u. a. Laurent Garnier, Kraftwerk, Boys Noize, Beastie Boys Joseph Capriati, Chemical Brothers, Seth Troxler, Paul Kalkbrenner und Gorillaz.

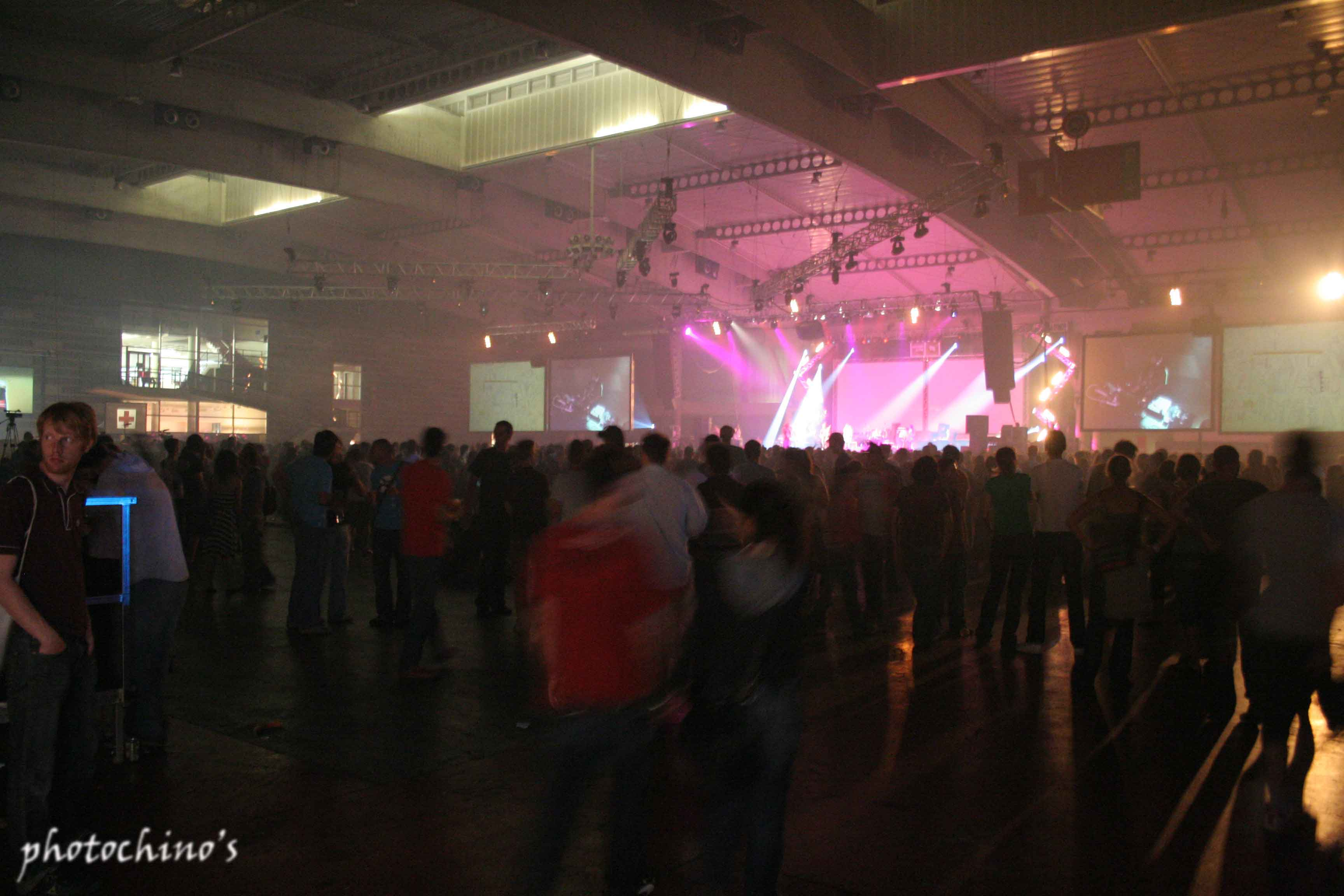
Sónar 2006
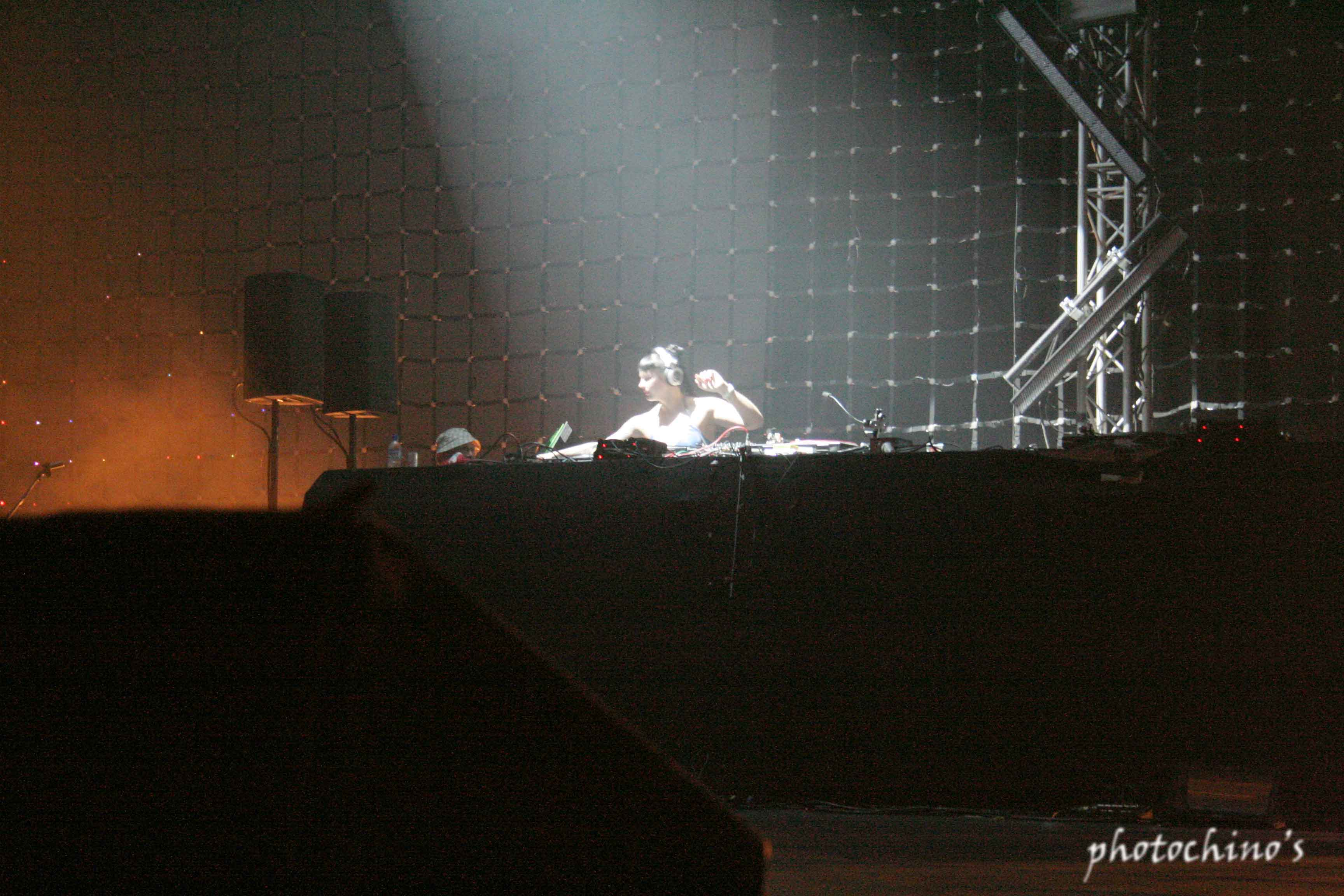
Miss Kittin auf dem Sónar 2006
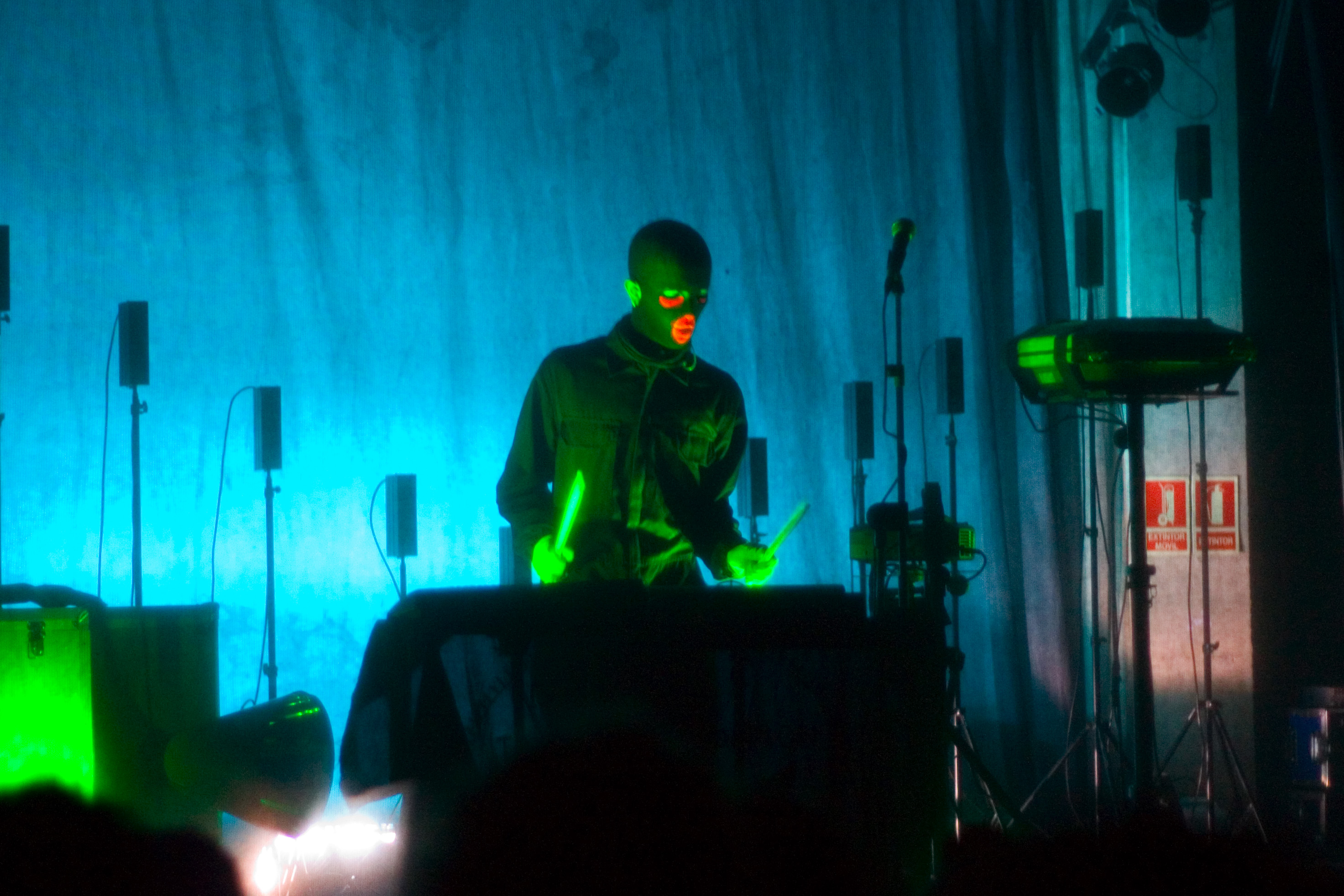
The Knife auf dem Sónar 2006
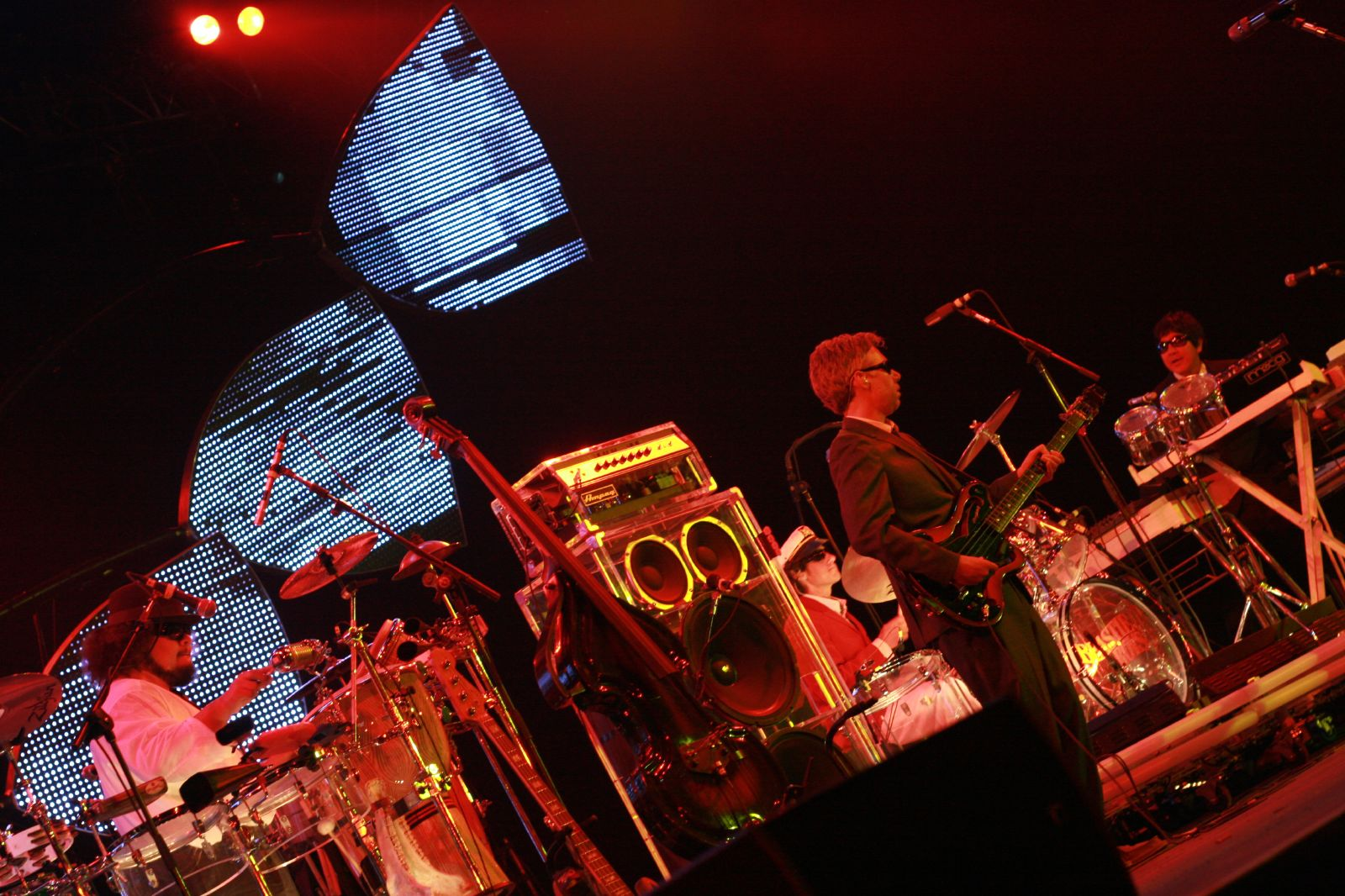
Beastie Boys auf dem Sónar 2007

## Sónar in anderen Ländern
Derzeit existieren in zwei anderen Städten Ableger des Sónar-Festivals, Istanbul und Lissabon. Das Festival in Istanbul wird im April ausgetragen, in Lissabon im März.